# Stazione di Coriano-Cerasolo
Stazione di Coriano-Cerasolo 1944-ben bezárt vasútállomás Olaszországban, Cerasolo településen.

## Vasútvonalak
Az állomást az alábbi vasútvonalak érintették:
- Rimini–San Marino-vasútvonal

## Kapcsolódó állomások
A vasútállomáshoz az alábbi állomások vannak a legközelebb:
- Stazione di Rimini Marina (Rimini Stato railway station, Rimini–San Marino-vasútvonal)
- Dogana railway station (San Marino railway station, Rimini–San Marino-vasútvonal)